# Faserstoff (Papierherstellung)
Als Faserstoff oder Halbstoff  (englisch pulp)  wird das aus Fasern bestehende Material bezeichnet, das bei der Herstellung von Papier, Karton und Pappe gewonnen und weiterverarbeitet wird. Die Faserstoffe werden meist durch mechanische und/oder chemische Holzaufschlussverfahren aus Holz gewonnen. Der wichtigste Bestandteil der Faserstoffe bei der Papierherstellung ist Cellulose.

## Einteilung
Primärfaserstoffe werden direkt aus pflanzlichem Material gewonnen, zumeist aus dem Rohstoff Holz:
- Holzstoffe werden durch mechanische Zerfaserung gewonnen, entweder rein mechanisch (Holzschliff) oder mit chemischer und/oder thermischer Vorbehandlung. Holzstoffe bestehen wie das Holz, aus dem sie hergestellt werden, aus Lignocellulose. Sie enthalten  somit neben Cellulose und Hemicellulosen auch einen großen Anteil Lignin.
- Bei Halbzellstoffen ist der Ligninanteil reduziert, der Celluloseanteil dominiert.
- Zellstoff wird durch chemischen Holzaufschluss gewonnen, aber auch aus bestimmten einjährigen Pflanzen (z. B. Stroh und Hanf). Zellstoff besteht fast ausschließlich aus Cellulose.

Sekundärfaserstoff (Altpapierstoff) wird aus Altpapier sowie gebrauchten Kartons und Pappen erzeugt. Altpapierstoff und die daraus hergestellten Papiere basieren ebenfalls zum größten Teil auf dem Rohstoff Holz. Durch ständiges Papierrecycling werden die ursprünglich aus Holz gewonnenen Primärfasern als sogenannte Sekundärfasern mehrfach wiederverwendet. Altpapierstoff ist der mengenmäßig wichtigste Papierrohstoff.
Hadernstoffe sind pflanzliche Faserstoffe, die aus textilen Abfällen von Baumwolle, Leinen, Hanf und Flachs gewonnen werden. Es sind die ältesten und edelsten Papierfaserstoffe. Hadern (Altkleider, Lumpen) wurden schon im Mittelalter für die Papierherstellung verwendet. Heute dienen Hadernstoffe noch zur Herstellung hochwertiger Papiere mit großer Zähigkeit, Falz- und Knitterfestigkeit (z. B. Banknotenpapiere und Dokumentenpapiere).
Zu einem geringen Anteil werden synthetische Faserstoffe zur Produktion von bestimmten Spezialpapieren verwendet. Synthetische Faserstoffe werden durch Spinn- oder Spritzprozesse und anschließendes Kleinschneiden hergestellt. Synthetische Fasern haben eine sehr hohe Festigkeit, nehmen kein Wasser auf und verrotten nicht. Synthetische Papiere bestehen entweder ganz aus Kunststofffasern oder enthalten eine Beimischung von Zellstoff. Anwendungsbeispiele sind Ausweise, Führerscheine und wasserfeste Landkarten.

## Verwendung
Aus den Faserstoffen werden in erster Linie Papiere sowie Pappen und Kartonagen hergestellt, aber auch andere Zellstoffprodukte, etwa Zellstoffverbundelemente. In eine höhere Qualitätsklasse eingeordnet ist der Chemiezellstoff, der unter anderem in der chemischen Industrie verwendet wird und besonders hohe Anteile an Cellulose und wenig Störstoffe enthalten muss.
Aus zerfasertem Holz (also Holzstoff) werden auch Faserplatten und Dämmstoffe zur Wärmedämmung hergestellt.

## Englische Bezeichnungen
Im Englischen bezeichnen zahlreiche Zusammensetzungen mit pulp die verschiedenen Faserstoffe, unabhängig davon, in welcher Form sie vorliegen: in Wasser suspendiert oder als durchnässtes oder feuchtes oder trockenes Fasermaterial. Englisch pulping bedeutet „Zerfaserung“ (auch Holzaufschluss oder allgemeiner Faseraufschluss genannt); Zusammensetzungen mit pulping bezeichnen verschiedene Verfahren zur Gewinnung des Faserstoffs. Zum Beispiel:
- refiner mechanical pulping (RMP) – Verfahren zur mechanischen Zerfaserung von Holz in einem Refiner
- refiner mechanical pulp (RMP) – mit dem RMP-Verfahren hergestellter Holzstoff

Diese englischen zusammengesetzten Bezeichnungen mit pulp und die zugehörigen Abkürzungen wie z. B. RMP werden auch in der deutschen Fachsprache verwendet. Ferner ist auch die allgemeine Bezeichnung Pulp für „Faserstoff“ als englisches Fremdwort (mit englischer Aussprache) in der deutschen Fachsprache gebräuchlich.
Zellstoff wird im Englischen als chemical pulp bezeichnet, häufig auch einfach als pulp. Englisch pulp and paper industry bedeutet wörtlich Zellstoff- und Papierindustrie, wobei im Deutschen die einfachere Bezeichnung Papierindustrie üblich ist. Das Wortpaar Pulp & Paper findet sich in Namen von Firmen (z. B. Kabel Premium Pulp & Paper GmbH) oder Unternehmensbereichen (z. B. Andritz Pulp & Paper), die in der Papierindustrie aktiv sind.
Englisch pulp kann somit nicht mit deutsch Pulpe gleichgesetzt werden. Das deutsche Wort Pulpe bezeichnet bei der Papierherstellung in der Regel den Faserbrei, das Gemisch aus Wasser und Faserstoff etwa in einem Holländer, einer Bütte oder einem Pulper. Der Anteil des Wassers in einer Pulpe ist sehr viel höher als der Anteil des Faserstoffs.